# 约翰·B·泰勒
约翰·布赖恩·泰勒（John Brian Taylor ，1946年12月8日—），美国货币政策方面的专家。

## 生平
出生于纽约州揚克斯，目前任斯坦福大学经济学教授。泰勒曾被视为2009年诺贝尔经济学奖潜在得主。 